# Karl Ludwig Holtz
Karl Ludwig Holtz (* 11. März 1941 in Dortmund) ist Psychologe und Psychologischer Psychotherapeut mit den Schwerpunkten kognitive, systemische und hypnosystemische Therapien. Als Professor für Psychologie in sonderpädagogischen Handlungsfeldern an der Pädagogischen Hochschule Heidelberg waren seine Arbeitsschwerpunkte Lern- und Entwicklungsförderung, Ressourcenorientierung, systemisch-lösungsorientierte Ansätze in Beratung, Supervision und Therapie.

## Werdegang
Karl L. Holtz studierte Psychologie und Philosophie in Münster, Hamburg und Heidelberg. 1968 ging er an die Pädagogische Hochschule Dortmund (später Universität Dortmund), half dort zunächst beim Aufbau der Sonderpädagogischen Beratungsstelle und wechselte dann als Assistent an den Lehrstuhl Pädagogik bei Verhaltensauffälligkeiten. 1972 war er an der University of Madison (Schwerpunkt Mental Retardation und Behavior Disorders: R.Heber, W.Gardner) und der Temple University in Philadelphia, wo er seine Weiterbildung in kognitiver Verhaltenstherapie bei Wolpe, Lazarus und Beck fortsetzte.
1973 erhielt er den Ruf auf die Professur für Psychologie der Lernbehinderten (später Psychologie in sonderpädagogischen Handlungsfeldern). Parallel nahm er Lehraufträge an der Universität Heidelberg wahr, von 1989 bis 1991 übernahm er eine Vertretungsprofessur für Psychologie an der Universität Dortmund.
1997 gründete er das Institut für Lösungsorientierte Beratung und Supervision (ILBS), ein An-Institut der Pädagogischen Hochschule Heidelberg, in dem Weiterbildungsgänge in systemisch-lösungsorientierter Beratung, Supervision und Coaching, schwerpunktmäßig in pädagogischen Handlungsfeldern, angeboten werden. Das Institut ist Lehrinstitut der Systemischen Gesellschaft, Mitglied der Wissenschaftlichen Assoziation für Beratung (wAB) und der European Association for Counselling (EAC).
Neben seiner psychotherapeutischen Tätigkeit war er Lehrsupervisor und Lehrtherapeut der Deutschen Gesellschaft für Verhaltenstherapie, der Systemischen Gesellschaft und  der Milton-Erickson Gesellschaft in Deutschland und in Österreich.
Seit 1999 war er Gastprofessor an der Boris-Grinchenko-Universität in Kiew (Ukraine), 2012 wurde er dort für seine Verdienste um die Weiterentwicklung der Ausbildung in Psychotherapie und Beratung zum Dr. hc promoviert.
2013 erhielt er den Daniel-Kohen-Award für sein Lebenswerk auf dem Gebiet der Psychotherapie bei Kindern und Jugendlichen.

## Veröffentlichungen (Auswahl)
- War’s das? Eine Bilanz zum Jahr der Behinderten (Hrsg.). HVA: edition schindele: Heidelberg (1982)
- Beurteilung und Beratung bei speziellen Auffälligkeiten: Angst. Mit  R. Kretschmann Fernuniversität Hagen (1982)
- Joseph Wolpe: Praxis der Verhaltenstherapie (Übers. und Hrsg.). Mit  U. Allinger. Huber, Bern: Stuttgart (1972, 2. Aufl. 1977)
- Heidelberger Kompetenz-Inventar für geistig Behinderte. Handbuch. Mit G. Eberle, A. Hillig, & K. R. Marker. Universitätsverlag Winter: Heidelberg  (1984, 9. Aufl. 2014)
- Die Pupille des Bettnässers. Hypnotherapeutische Arbeit  mit Kindern und Jugendlichen. Mit S. Mrochen, & B. Trenkle. Carl Auer Systeme Verlag: Heidelberg (1993, 8. Aufl.2015).
- Geistige Behinderung und Soziale Kompetenz. Analyse und Integration psychologischer Konstrukte. Universitätsverlag Winter: Heidelberg (1994).
- Neugierig aufs Großwerden. Praxis der Hypnotherapie mit Kindern und Jugendlichen. Mit  S. Mrochen, P. Nemetschek  & B. Trenkle. Carl Auer Systeme Verlag: Heidelberg. (2. Aufl.2002).
- Robbie Case. Die geistige Entwicklung des Menschen. Von der Geburt bis zum Erwachsenenalter. (Übers. und Hrsg.) Mit H. A. Mund. Universitätsverlag Winter:  Heidelberg (1999)
- Einführung in die hypnosystemische Arbeit mit Kindern und Jugendlichen. Mit S. Mrochen, Carl-Auer-Compact (2005, 2. Aufl. 2009)
- Einführung in die Systemische Pädagogik. Carl-Auer-Compact : Heidelberg (2008)
- Der Struwwelpeter für Erwachsene. Mit Chr. Weinert. Mosaik bei Goldmann: München (2009)